# Scotiasee

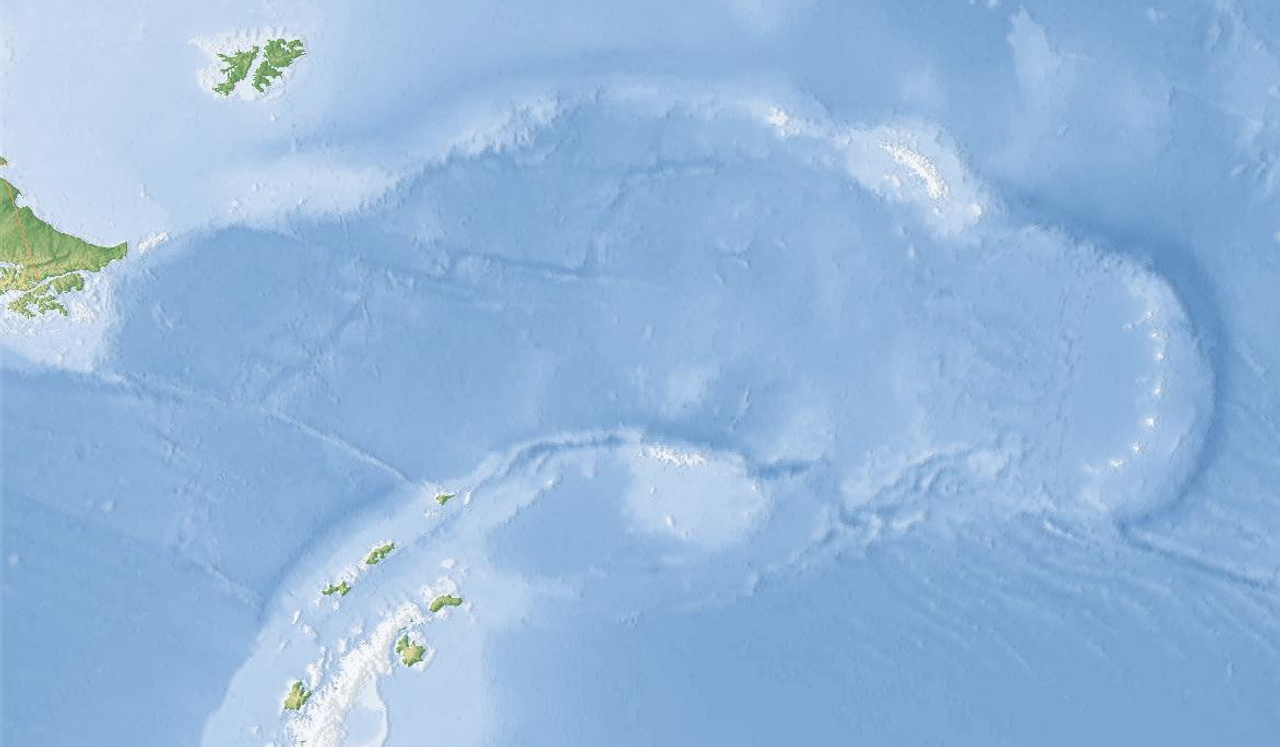
Die Scotiasee

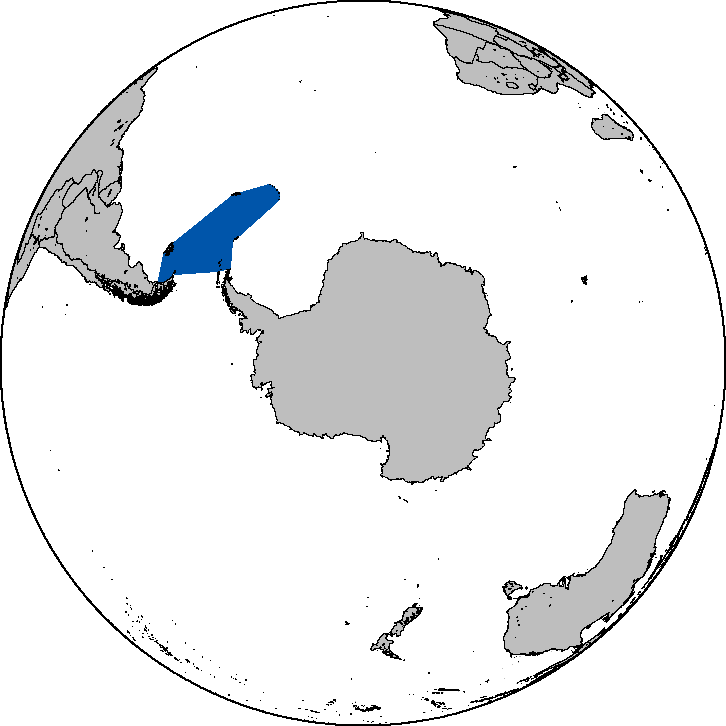
Ungefähre Lage in der Südlichen Hemisphäre

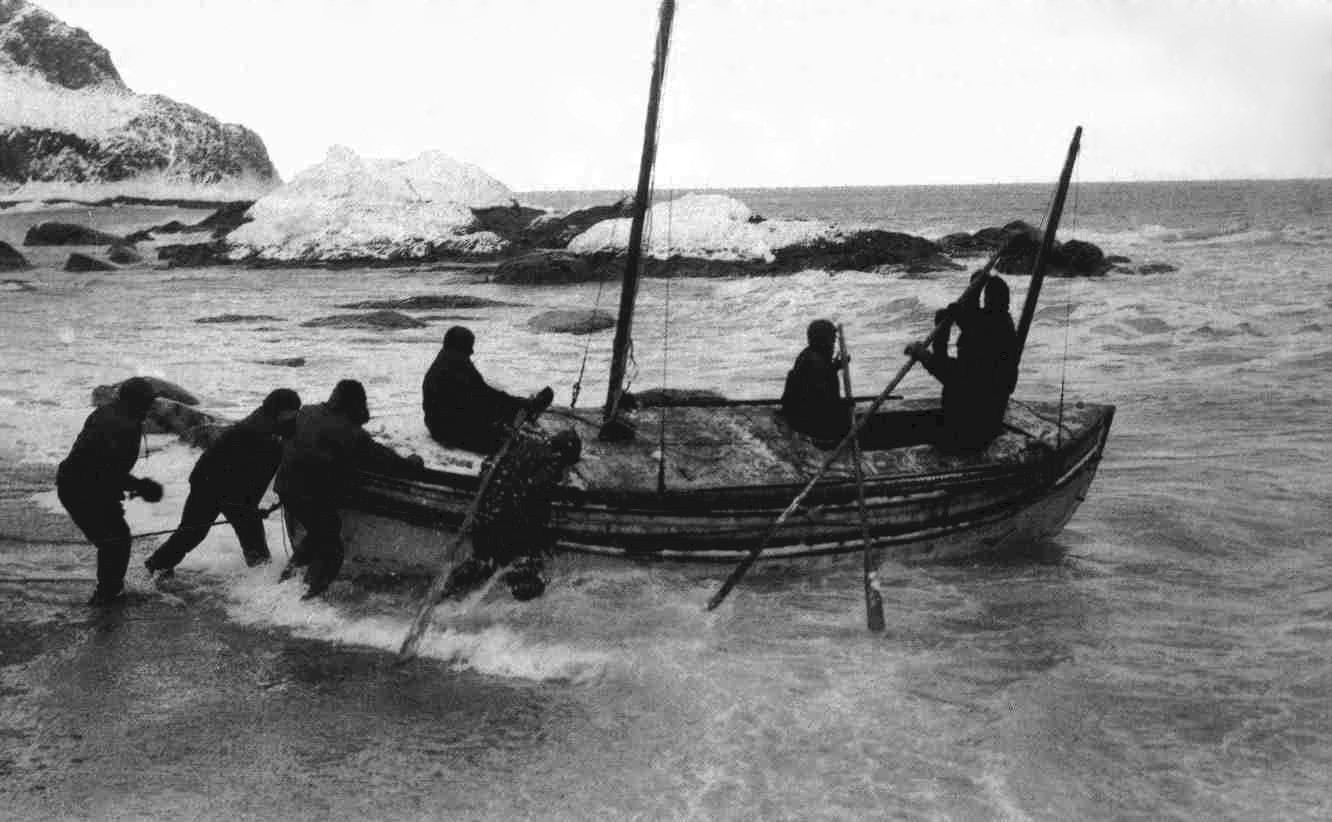
Abfahrt der James Caird von der Küste von Elephant Island am 24. April 1916

Die Scotiasee oder Südantillensee (englisch Scotia Sea, spanisch Mar del Scotia) liegt teilweise im Südlichen Ozean und vor allem im Atlantik zwischen Feuerland (dort Mitre-Halbinsel), der Isla de los Estados, der Burdwood Bank (Banco Namuncurá), den Shag Rocks, Black Rock, Südgeorgien, den Clerke Rocks, den Südlichen Sandwichinseln, den Südlichen Orkneyinseln und den Südshetlandinseln. Im Westen wird sie von der Drakepassage begrenzt. Im Nordwesten schließt sich die Argentinische See an, und im Süden die Weddell-See. Diese Inselgruppen stellen alle Gipfel des Scotia-Bogens dar, die die Scotiasee im Norden, Osten und Süden begrenzt. Für diese prägten die Geologen Eduard Suess und Otto Nordenskjöld in Analogie zum karibischen Inselbogen der Antillen den Begriff Südliche Antillen (Southern Antilles). Die Wasserfläche von über 900.000 km² wurde 1932 nach der Scotia benannt, dem Expeditionsschiff, das die Schottische Antarktisexpedition von 1902 bis 1904 unter William Speirs Bruce benutzte.
Die bekannteste Überquerung dieser üblicherweise stürmischen und kalten See wurde 1916 von Sir Ernest Shackleton und vier Kameraden in einem angepassten Rettungsboot, der James Caird, vollbracht, als sie Elephant Island verließen und zwei Wochen später in Südgeorgien ankamen.
Etwa die Hälfte der See liegt über dem Kontinentalschelf.
Von Argentinien wird die Scotiasee als Teil der Argentinischen See (Spanisch Mar Argentino) betrachtet, und viele der von Argentinien beanspruchten Gebiete wie Südgeorgien und die Falklandinseln liegen in diesem Gebiet.
Am 20. August 2006 gab es hier um 1:41 Uhr Ortszeit ein Erdbeben der Stärke 7,1 auf der Richterskala. Der genaue Ort des Hypozentrums war 61° 1′ S, 34° 23′ W in einer Tiefe von 10 km.
Am 17. November 2013 kam es um 10:04:55 UTC+1:00 im Bereich 60° 18′ S, 46° 22′ W in einer Tiefe von 10 km zu einem Erdbeben der Stärke 7,8 auf der Richterskala.